# Митаївка
Мита́ївка — село в Україні, у Медвинській сільській громаді Білоцерківського району Київської області.

## Географія
Село лежить на кордоні Черкаської та Київської областей, на південь від Києва, за 77 кілометрів від районного центру м. Біла Церква. Село розташоване на річці Боярка, яка бере початок на північному заході від Станишівки та впадає в річку Гнилий Тікич. Поряд знаходяться такі села — Медвин, Побережка, Боярка, Чаплинка.  Саме село розташоване в долині.
У селі річка Медвин впадає у річку Боярку.

## Назва
Згідно легенд і розповідей старожилів, назва нашого села змінювалася декілька разів. Про походження назви нашого села розповідають 3 легенди. Перша легенда говорить про те, що село дуже давнє і в минулому мало назву «Ромеївка». Якщо вірити другій легенді то теперішня назва села — Митаївка зобов'язана переселенцю з села Бране Поле, якого звали Митяй. І третя легенда за переказами старожилів, свідчить про те що назва «Митаївка» походить від слова «мито», оскільки раніше шлях «Київ — Звенигородка» проходив через наше село і в ньому стояли застави де збиралось  мито за проїзд.

## Історія
Наше село має досить давню історію. Вперше назва нашого села згадується в літописах 1648 року. Про те люди проживали на території села з часів кам'яної доби. Про це свідчить знайдені в урочищі Юшкове камінна сокира та камінні наконечники списів та стріл. Через декілька століть на наших землях поселились ари, після них — скіфи. Це підтверджується  великою кількістю скіфських поховань, які розташовані на полях довкіл села.
Далі проходячи крізь віки, ми спостерігаємо розселення слов'янських племен між річками Південний Буг та Рось, утворення Київської Русі. Одною річкою басейну Південного Бугу і є річка Боярка, на березі якої древні слов'ян   заснували поселення, яке було названо Ромеївкою. Річка Боярка в минулому була суднохідною, про це свідчить залишки пристані на місці старого поселення. Також на території села знаходились камінні кар'єри. Камінь який видобувався, баржами переправлявся в Звенигодку, але основним заняттям жителів було хліборобство і в наші дні на старому поселенні можна знайти залишки древніх погребів.
У часи  Київської Русі положення нашого села було досить значним, адже воно знаходилось на кордоні земель Київської Русі про це свідчать залишки укріплень, змієвих валів що збереглися до наших часів на територіях сусідніх сіл — Медвин, Писарівка. Не одноразово воно було спалено і дощенту зруйновано набігами половців, монголо-татар та інших завойовників, але кожного разу жителі села відбудовували його знову.  Через наше село проходили козацькі полки в роки визвольної війни під проводом Богдана Хмельницького. В різні часи наше село переживало то розквіт то занепад в залежності від історичних обставин. Наприклад  ось що сказано в архівних даних різних років: Рік 1804. Митаївка — село понад річкою, Боярка заселена без церкви, млина та фільварку економічного, дідизна графа Браницького, котру він купив року 1802, 1803 і 1804 від госп. Станіслава Понятовського, за котрим до ревізії подворної 1795 року є записана… ревізією подана душ чоловічих 131, жіночих 106…. Рік 1900. Митаївка — Махни має 116 дворів і 717 жителів. Є школа грамоти, 6 вітряків. Всієї землі 628 десятин, з них поміщицької — 143, селянської — 485 десятин. Село належить графові Браницькому, господарство в маєтку веде управляючий С. Е. Цецишевський за трипільною системою, як і селяни.
Революція 1917 року принесла до Митаївки новий період розвитку. У 1929 році розпочалась колективізація. Перший колгосп було організовано в урочищі Юшкове із семи сімей. У 30-х роках було організовано два колгоспи — «Робітник» та «Жовтень» в які вступили всі жителі села. В селян відібрали худобу, землі, знаряддя праці. У 1932—1933 роках була побудована в селі початкова школа, яка знаходилась над річкою Боярка, неподалік було відкрито вапняковий кар'єр. В цьому кар'єрі люди знаходили кістки мамонтів та кістяки великих риб.
У роки Голодомору 1932—1933 роки  від голоду померло 168 чоловік, серед яких були малі діти. В селі було організовано комнезами, котрі ходили і відбирали у людей останній хліб, продукти та худобу. Було навіть зафіксовано один випадок канібалізму (жінка з дочкою з'їли чоловіка та дитину).
До 1941 року жителі села працювали в колгоспах.  Під час Великої Вітчизняної війни 1941—1945 років з села пішло на фронт більш як 200 чоловік не всі вони повернулись до рідних домівок — 94 жителі села загинули, їхні імена викарбувані на пам'ятнику в центрі села. За мужність і відвагу виявлені в роки Великої Вітчизняної війни 36 жителів села було нагороджено орденами і медалями. За роки окупації в різний час із Митаївки було вивезено до Німеччини понад сто людей різного віку. 8 із них загинули в неволі.
Після завершення Великої Вітчизняної  війни 1941—1945 років, Митаївку визволили 11 лютого 1944 року почалась відбудова. Було відновлено колгоспи «Робітник» та «Жовтень» які в 1949 році було об'єднано в один колгосп «Жовтень». У селі було побудовано дві школи, сільський клуб, тваринницькі ферми, тракторну бригаду. У 1961 році Митаївський колгосп було приєднано до Побережківського колгоспу. За трудові досягнення в сільському господарстві 5 жителів села було відзначено державними нагородами.

## Сьогодення
До складу села Митаївка, входило село Довга Гребля, яке, через малу чисельність  мешканців,  було приєднано в 1958 році до села Митаївка. 
Починаючи з жовтня 2020 року село Митаївка ввійшло до складу Медвинської об'єднаної територіальної громади та віднесено до новоутвореного Побережківського старостинського округу. 
Останній, хто працював на посаді Митаївського сільського голови до 10.2020 року був — Підкуйко Олег Миколайович. Надалі сільську ради ліквідували. 
У попередніх періодах сільськими головами працювали Василенко Микола, Карпенко Петро, Коноваленко Олена, Ткаченко Владислав, Татарчук Віра, Ткаченко Людмила.

## Населення

### Мова
Розподіл населення за рідною мовою за даними перепису 2001 року:
| Мова            | Кількість | Відсоток |
| --------------- | --------- | -------- |
| українська      | 339       | 96.86%   |
| російська       | 7         | 2.00%    |
| угорська        | 1         | 0.29%    |
| вірменська      | 1         | 0.28%    |
| інші/не вказали | 2         | 0.57%    |
| Усього          | 350       | 100%     |

## Особистості
В селі народився Козяренко Іван Васильович — Герой Радянського Союзу.